# Diamantinia
Diamantinia is een monotypisch geslacht van schimmels behorend tot de familie Xylariaceae. Het bevat alleen Diamantinia citrina.